# The Wicker Man (film, 2006)
Pour les articles homonymes, voir The Wicker Man.
Pour plus de détails, voir Fiche technique et Distribution.
The Wicker Man ou L'Homme de paille au Québec, est un film américano-germano-canadien de Neil LaBute sorti en 2006. Il s'agit d'un remake d'un film sorti en 1973, The Wicker Man. Le film est dédié à Johnny Ramone, guitariste des Ramones, mort en 2004.

## Synopsis
Edward Malus (Nicolas Cage), un policier américain, reçoit des nouvelles de son ex-fiancée, Willow Woodward (Kate Beahan), dont la fille, Rowan (Erika Shaye Gair), a disparu. Il obtient l'aide d'un pilote qui l’emmène sur l'île, au large des côtes de l’État de Washington, où ils vivent. L'île est dirigée par Sœur Summersisle (Ellen Burstyn), une femme âgée qui est traitée comme une déesse. L'économie de l'île repose sur la production de miel mais Malus apprend que celle-ci a récemment diminué.
Malus pose des questions aux villageois sur Rowan, mais ils ne lui donnent que des réponses évasives. Il voit plus tard deux hommes portant un grand sac ruisselant de sang, puis trouve une nouvelle tombe anonyme dans le cimetière. La tombe contient seulement une poupée brûlée.
À l'école du village, l'enseignante Sœur Rose (Molly Parker) tente d'empêcher Malus de voir le registre de classe. Quand il voit que le nom de Rowan a été biffé, Rose lui dit qu'elle a été brûlée.
Le jour du rituel, Malus attaque Sœur Beech, vole son costume et rejoint le défilé conduit par Sœur Summersisle.

## Fiche technique
- Titre : The Wicker Man
- Titre québécois : L'homme de paille
- Réalisation : Neil LaBute
- Scénario : Neil LaBute, d'après le scénario du film The Wicker Man d'Anthony Shaffer
- Musique : Angelo Badalamenti
- Production : Nicolas Cage, Avi Lerner
- Sociétés de production : Warner Bros., Alcon Entertainment, Millennium Films, Redbus Pictures, Saturn Films
- Sociétés de distribution : Warner Bros. (États-Unis et Canada), Lionsgate (Royaume-Uni), Studio Canal (France)
- Pays d'origine :  États-Unis |  Allemagne |  Canada
- Tournage : du 28 juillet 2005 au 30 septembre 2005
- Genre : thriller, Film d'horreur
- Durée : 102 minutes
- Budget : 40 millions $
- Dates de sortie : 
  - 1er septembre 2006  ( États-Unis)
  - 26 février 2008  ( France) Directement en vidéo

Interdit aux moins de 12 ans.

## Distribution
- Nicolas Cage (VF : Dominique Collignon-Maurin ; V.Q. : Benoit Rousseau) : Edward Malus
- Ellen Burstyn (VF : Sylvie Genty ; V.Q. : Élizabeth Lesieur) : Sœur Summersisle
- Leelee Sobieski (VF : Stéphanie Hédin) : Sœur Honey
- Molly Parker (VF : Sybille Tureau ; V.Q. : Christine Séguin) : Sœur Rose
- Kate Beahan (VF : Annie Milon ; V.Q. : Nadia Paradis) : Willow Woodward
- Frances Conroy (VF : Hélène Otternaud ; V.Q. : Claudine Chatel) : Dr Moss
- Diane Delano (VF : Denise Metmer ; V.Q. : Isabelle Miquelon) : Sœur Beech
- Michael Wiseman (VF : Olivier Granier) : Pete
- Erika Shaye Gair (VFQ. : Romy Kraushaar-Hébert) : Rowan Woodward
- Mary Black (VF : Cathy Cerda ; V.Q. : Élizabeth Chouvalidzé) : Sœur Oak
- Aaron Eckhart : un client du magasin
- James Franco : un homme au bar
- Jason Ritter : un homme au bar

## Production
Universal Pictures avait prévu un remake du film de 1973 du même nom depuis les années 1990.  Le film britannique était dans la bibliothèque de licences de Canal +, qui a été optée par la productrice JoAnne Sellar à Universal.  En mars 2002, il a été révélé que Neil LaBute écrivait et dirigeait The Wicker Man pour Universal et la société de production de Nicolas Cage, Saturn Films. À peu près à la même époque, le réalisateur du film original Robin Hardy et la star Christopher Lee préparaient un semi-remake de leur film de 1973, intitulé The Riding of the Laddie, avec Vanessa Redgrave et  Sean Astin.  Hardy a déclaré que Lee ne jouerait pas le méchant comme il l'a fait dans l'original Wicker Man, mais plutôt un prédicateur chrétien venant en Écosse avec sa femme (Redgrave) alors qu'ils sont introduits au culte néo-païen. Hardy espérait que le tournage débuterait à Glasgow, en Écosse en 2003, mais The Riding of the Laddie ne se matérialiserait que des années plus tard, quand il avait subi de nombreux changements pour devenir le film The Wicker Tree. Entretemps, le remake d'Universal avec LaBute a avancé et a changé le cadre écossais pour l'Amérique contemporaine. Toutefois, les droits du remake sont finalement passés d'Universal à Millennium Films.  Le tournage a commencé à Vancouver, au Canada, en juillet 2005. Millennium a vendu les droits de distribution à Alcon Entertainment par le biais de leur accord de production avec Warner Bros. Pictures.
Source et légende : Version française (V.F.) sur RS Doublage et Version québécoise (V.Q.) sur Doublage Québec.

## Accueil

### Accueil critique
Sur Rotten Tomatoes, le film à eu une note d'approbation de 15% sur 108 critiques et 17% sur plus de 50 000 avis. Ce film est très moqué pour son côté nanardesque, notamment la scène où le personnage de Nicolas Cage se fait torturer par des abeilles est dérivé en mème internet,